# Font dels Planters
La Font dels Planters és una surgència del terme municipal de Monistrol de Calders, al Moianès.
Està situada a 492 metres d'altitud, a l'esquerra del torrent de la Baga del Coll de Portella, a ponent del Forn del Peneta, al capdamunt de la Llandriga.